# Pygora vadoni
Pygora vadoni är en skalbaggsart som beskrevs av Renaud Maurice Adrien Paulian 1994. Pygora vadoni ingår i släktet Pygora och familjen Cetoniidae. Inga underarter finns listade i Catalogue of Life.